# Primera División 2016/17 (Bolivia)
In 2017-2018 werd het veertigste seizoen gespeeld van de Primera División, de hoogste profvoetbalklasse van Bolivia, dit was het laatste seizoen onder de naam Liga de Fútbol Profesional Boliviano. Er werd besloten om na dit seizoen terug te keren naar het kalenderjaarsysteem, waardoor er dit seizoen een bijkomend toernooi gespeeld werd. Er werden twee Apertura toernooien gespeeld en één Clausura.

## Apertura 2016
| Plaats | Club                   | Wed. | W  | G | V  | Saldo | Ptn. |
| ------ | ---------------------- | ---- | -- | - | -- | ----- | ---- |
| 1.     | The Strongest          | 22   | 14 | 7 | 1  | 44:12 | 49   |
| 2.     | Bolívar                | 22   | 15 | 4 | 3  | 46:21 | 49   |
| 3.     | Oriente Petrolero      | 22   | 10 | 4 | 8  | 25:31 | 34   |
| 4.     | Real Potosí            | 22   | 9  | 4 | 9  | 33:30 | 31   |
| 5.     | Blooming               | 22   | 8  | 5 | 9  | 24:25 | 29   |
| 6.     | Jorge Wilstermann      | 22   | 8  | 5 | 9  | 28:34 | 29   |
| 7.     | Nacional Potosí        | 22   | 8  | 4 | 10 | 41:47 | 28   |
| 8.     | Sport Boys Warnes      | 22   | 6  | 8 | 8  | 27:31 | 26   |
| 9.     | Universitario de Sucre | 22   | 6  | 7 | 9  | 27:37 | 25   |
| 10.    | San José               | 22   | 7  | 3 | 12 | 29:42 | 24   |
| 11.    | Petrolero              | 22   | 6  | 5 | 11 | 20:19 | 23   |
| 12.    | Guabirá                | 22   | 6  | 2 | 14 | 27:42 | 20   |

|  | Play-off titel |

### Play-off
De winnaar plaatst zich voor de groepsfase van de Copa Libertadores 2018. 
|                               |                         |       |              |                                |
| 24 december 2016 12:00 (UTC−4 | The Strongest           | 2 – 1 | Bolívar      | Estadio Hernando Siles, La Paz |
| 24 december 2016 12:00 (UTC−4 | Pedrozo 31' Escobar 74' |       | 88' Callejón | Estadio Hernando Siles, La Paz |

### Kampioen
| Liga de Fútbol Profesional Boliviano Apertura de 2016 |
| Bolivia                                               |
| ----------------------------------------------------- |
| THE STRONGEST Kampioen (15° titel)                    |

## Apertura 2017
| Plaats | Club                   | Wed. | W  | G | V  | Saldo | Ptn. |
| ------ | ---------------------- | ---- | -- | - | -- | ----- | ---- |
| 1.     | Bolívar                | 22   | 16 | 2 | 4  | 59:16 | 50   |
| 2.     | The Strongest          | 22   | 13 | 2 | 7  | 47:31 | 41   |
| 3.     | Guabirá                | 22   | 12 | 3 | 7  | 44:31 | 39   |
| 4.     | Oriente Petrolero      | 22   | 11 | 4 | 7  | 40:31 | 37   |
| 5.     | Blooming               | 22   | 11 | 1 | 10 | 39:50 | 34   |
| 6.     | Nacional Potosí        | 22   | 10 | 3 | 9  | 37:35 | 33   |
| 7.     | San José               | 22   | 7  | 7 | 8  | 33:32 | 28   |
| 8.     | Sport Boys Warnes      | 22   | 8  | 4 | 10 | 41:50 | 28   |
| 9.     | Real Potosí            | 22   | 8  | 1 | 13 | 30:50 | 25   |
| 10.    | Jorge Wilstermann      | 22   | 6  | 5 | 11 | 26:34 | 23   |
| 11.    | Petrolero              | 22   | 5  | 5 | 12 | 36:51 | 20   |
| 12.    | Universitario de Sucre | 22   | 5  | 3 | 14 | 21:42 | 18   |

|  | Kampioen, geplaatst voor Copa Libertadores 2018 |

### Kampioen
| Liga de Fútbol Profesional Boliviano Apertura de 2017 |
| Bolivia                                               |
| ----------------------------------------------------- |
| BOLÍVAR Kampioen (27° titel)                          |

## Clausura 2017
Bolívar kreeg twee bonuspunten omdat Jorge Wilstermann vijf buitenlandse spelers opstelde op de vijtiende speeldag, Jorge Wilstermann kreeg drie strafpunten. 
| Plaats | Club                   | Wed. | W  | G  | V  | Saldo | Ptn. |
| ------ | ---------------------- | ---- | -- | -- | -- | ----- | ---- |
| 1.     | Bolívar                | 22   | 12 | 6  | 4  | 35:26 | 44   |
| 2.     | The Strongest          | 22   | 12 | 4  | 6  | 42:24 | 40   |
| 3.     | Jorge Wilstermann      | 22   | 12 | 4  | 6  | 38:23 | 37   |
| 4.     | San José               | 22   | 10 | 3  | 9  | 31:26 | 33   |
| 5.     | Blooming               | 22   | 7  | 11 | 4  | 24:16 | 32   |
| 6.     | Oriente Petrolero      | 22   | 7  | 7  | 8  | 28:30 | 28   |
| 7.     | Guabirá                | 22   | 8  | 4  | 10 | 29:32 | 28   |
| 8.     | Petrolero              | 22   | 6  | 8  | 8  | 24:23 | 26   |
| 9.     | Universitario de Sucre | 22   | 7  | 5  | 10 | 26:34 | 26   |
| 10.    | Real Potosí            | 22   | 7  | 4  | 11 | 21:36 | 25   |
| 11.    | Sport Boys Warnes      | 22   | 6  | 5  | 11 | 24:41 | 23   |
| 12.    | Nacional Potosí        | 22   | 6  | 3  | 13 | 25:36 | 21   |

|  | Kampioen |

### Kampioen
| Liga de Fútbol Profesional Boliviano Clausura de 2017 |
| Bolivia                                               |
| ----------------------------------------------------- |
| BOLÍVAR Kampioen (28° titel)                          |

## Totaalstand
| Plaats | Club                   | Wed. | W  | G  | V  | Saldo   | Ptn. |
| ------ | ---------------------- | ---- | -- | -- | -- | ------- | ---- |
| 1.     | Bolívar                | 66   | 43 | 12 | 11 | 140:63  | 143  |
| 2.     | The Strongest          | 66   | 39 | 13 | 14 | 133:67  | 130  |
| 3.     | Oriente Petrolero      | 66   | 28 | 15 | 23 | 93:92   | 99   |
| 4.     | Blooming               | 66   | 26 | 17 | 23 | 87:91   | 95   |
| 5.     | Jorge Wilstermann      | 66   | 26 | 14 | 26 | 92:91   | 89   |
| 6.     | Guabirá                | 66   | 26 | 9  | 31 | 100:105 | 87   |
| 7.     | San José               | 66   | 24 | 10 | 29 | 93:100  | 85   |
| 8.     | Nacional Potosí        | 66   | 24 | 10 | 32 | 103:118 | 82   |
| 9.     | Real Potosí            | 66   | 24 | 9  | 33 | 84:116  | 81   |
| 10.    | Sport Boys Warnes      | 66   | 20 | 17 | 29 | 92:122  | 77   |
| 11.    | Petrolero              | 66   | 17 | 18 | 31 | 80:93   | 69   |
| 11.    | Universitario de Sucre | 66   | 18 | 15 | 33 | 74:113  | 69   |

|  | Geplaatst voor groepsfase Copa Libertadores 2018   |
|  | Geplaatst voor eerste ronde Copa Libertadores 2018 |
|  | Geplaatst voor eerste ronde Copa Sudamericana 2018 |
|  | Wedstrijd voor de laatste plaats                   |

### Wedstrijd voor de laatste plaats
De verliezer speelt een play-off tegen de vicekampioen van de tweede klasse. 
|                               |                        |       |           |                           |
| 20 december 2017 17:00 (UTC−4 | Universitario de Sucre | 1 – 0 | Petrolero | Estadio Municipal, Sacaba |
| 20 december 2017 17:00 (UTC−4 | Andia 25'              |       |           | Estadio Municipal, Sacaba |

### Promotie/degradatie play-off
|                               |           |                                   |            |                                  |
| 23 december 2017 15:30 (UTC−4 | Petrolero | 0 – 3                             | Destroyers | Estadio Federico Ibarra, Yacuíba |
| 23 december 2017 15:30 (UTC−4 |           | Cayo Ulloa 63', 70' Cuéllar 90+5' |            | Estadio Federico Ibarra, Yacuíba |

|                               |             |       |            |                                             |
| 27 december 2017 20:00 (UTC−4 | Destroyers  | 1 – 1 | Petrolero  | Estadio Ramón Tahuichi Aguilera, Santa Cruz |
| 27 december 2017 20:00 (UTC−4 | Cuéllar 76' |       | 40' Robles | Estadio Ramón Tahuichi Aguilera, Santa Cruz |